# 朴珍鋪
朴 珍鋪（パク・チンポ、朝鮮語: 박진포、1987年8月13日 - ）は、大韓民国のプロサッカー選手。ポジションはサイドバックで、K3リーグ・蔚山市民サッカー団に所属している。

## 経歴
2011年のKリーグドラフトにおいて、城南一和天馬から指名を受けた。2011年3月5日の浦項スティーラース戦でデビューするも、この試合で警告を受けている。城南での5シーズンでKリーグでも有数のサイドバックとの評価を得、AFCチャンピオンズリーグにも出場。2014年より韓国代表にも選出され、同年1月4日のメキシコ代表戦において代表デビューを飾っている。
兵役の為に入団した尚州尚武FCでは、本来のポジションである右サイドバックのほか、チーム事情もあって左サイドの経験もした。当時の尚武監督趙眞浩は朴の自己犠牲の精神を高く評価した。2015年にはKリーグチャレンジベストイレブンに選出された。
2016年に兵役を終えた朴であったが、古巣・城南のKリーグチャレンジ降格を機に、2017年より済州ユナイテッドFCへ移籍した。済州ではこれまでのキャリアにない大怪我に見舞われている。
2019年シーズンをもって済州を退団し、2020年3月に故郷蔚山に幼児・小学生向けサッカースクール「
朴珍鋪フットボールアカデミー」を開設。2021年にK3リーグの蔚山市民サッカー団に入団し現役復帰した。

## 私生活
妻との間に2人の子宝に恵まれている。済州での負傷時も「愛する妻と子供の為、座り込んではいけない」と奮起した。

## タイトル
城南一和天馬
- 韓国FAカップ 2011年優勝